# Carlos O'Donnell y Anhetan
Carlos Manuel O'Donnell y Anhetan (Cádiz, 22 de abril de 1772-Madrid, 8 de febrero de 1830) fue un aristócrata y militar español, capitán general de Cataluña durante la guerra de la Independencia española. 

## Biografía
Fue hijo de Joseph O'Donnell, originario de Oughty, en el condado de Mayo (Irlanda), y descendiente de Red Hugh O'Donnell, de Castlebar, que abandonaron Irlanda después de la batalla de Boyne, y de Margarita de Anethan, luxemburguesa hija del señor de Densborn. Era hermano de Enrique José O'Donnell y de José O'Donnell y Anhetan. Se casó con María Josefa Jorís Casaviella, originaria de Cartagena y camarera de la reina María Luisa de Borbón, esposa de Carlos IV de España. La pareja tuvo cinco hijos, entre ellos Leopoldo O'Donnell. Su hijo mayor, Carlos O'Donnell y Joris, murió luchando en el bando carlista durante la primera guerra carlista..
En 1809 fue designado capitán general de las islas Canarias y en 1810 pasó a la península, donde participó en los combates de Trujillo (Extremadura). En 1810 fue nombrado capitán general de Cataluña, y en 1811, capitán general de Valencia, donde publicó un manifiesto recomendando a los valencianos llevar sus tesoros a plazas seguras. Fue hecho prisionero por Louis Gabriel Suchet y encerrado un tiempo en el castillo de Vincennes. En 1814 fue ascendido a teniente general y en 1816 fue nombrado presidente de la Chancillería de Valladolid, y en 1817, capitán general de Castilla la Vieja. De 1819 a 1822 fue director de la Sociedad Económica de Amigos del País de Valladolid. En 1819 recibió la gran cruz de la Orden de San Hermenegildo.
Presidente de la Junta Provisional Gubernativa de Valladolid desde el 10 de marzo de 1820, en junio del 1820 participó en una conjura absolutista con Santiago Pierrard y el sacerdote Pedro Aris, razón por la cual se tuvo que exiliar durante el Trienio Liberal. Con la llegada de los Cien Mil Hijos de San Luis en 1823 volvió a España, y el 21 de abril de 1823 fue nombrado nuevamente capitán de Castilla la Vieja. En 1824 recibió la gran cruz de la Orden de Carlos III.